# Ingyen kegyelem teológia
Ingyen kegyelem teológia egy Krisztusi üdvözléstan, amely úgy tartja hogy az üdvözülés hit által érhető el, kizárva a jó tetteket és a hit állapotában való megtartást. Az ingyen kegyelem hirdetői úgy hiszik hogy a jó tettek nem feltétele a megváltásnak (ahogyan a Katolikusok), vagy a hit fenntartása(mint az arminiusok), vagy a bizonyítása (mint a legtöbb Kálvinista), hanem inkább Krisztus követésének része és az örök jutalmaknak az alapja. Ez a nézet különválasztja az üdvözülést és Krisztus követését – Krisztusban, mint megváltóban való hitnek a meghívása és az örök élet ajándéka és a hívás Krisztus követésére illetve hűséges követőjének lenni.

## Szoteriológia
Az Ingyen Kegyelem Teológia különleges abból a szempontból hogy szigorúan ragaszkodik csakis a hithez. Ingyen Kegyelem úgy tartja hogy a bűntől való eltérés, bemerítkezés vagy a hit megtartása nem szükségesek az üdvözüléshez, hanem inkább az örök jutalmakhoz szükséges. Ingyen Kegyelem írók általánosan egyetértenek azzal, hogy a jó tettek nem játszanak szerepet a kiérdemlésben, fenntartásában vagy az örök élet bizonyításában. Más szóval Jézus kegyelme szolgálja az örök megváltást, mint egy ingyen ajándékot azoknak, akik hisznek Őbenne.